# Chemin de fer de la Zugspitze

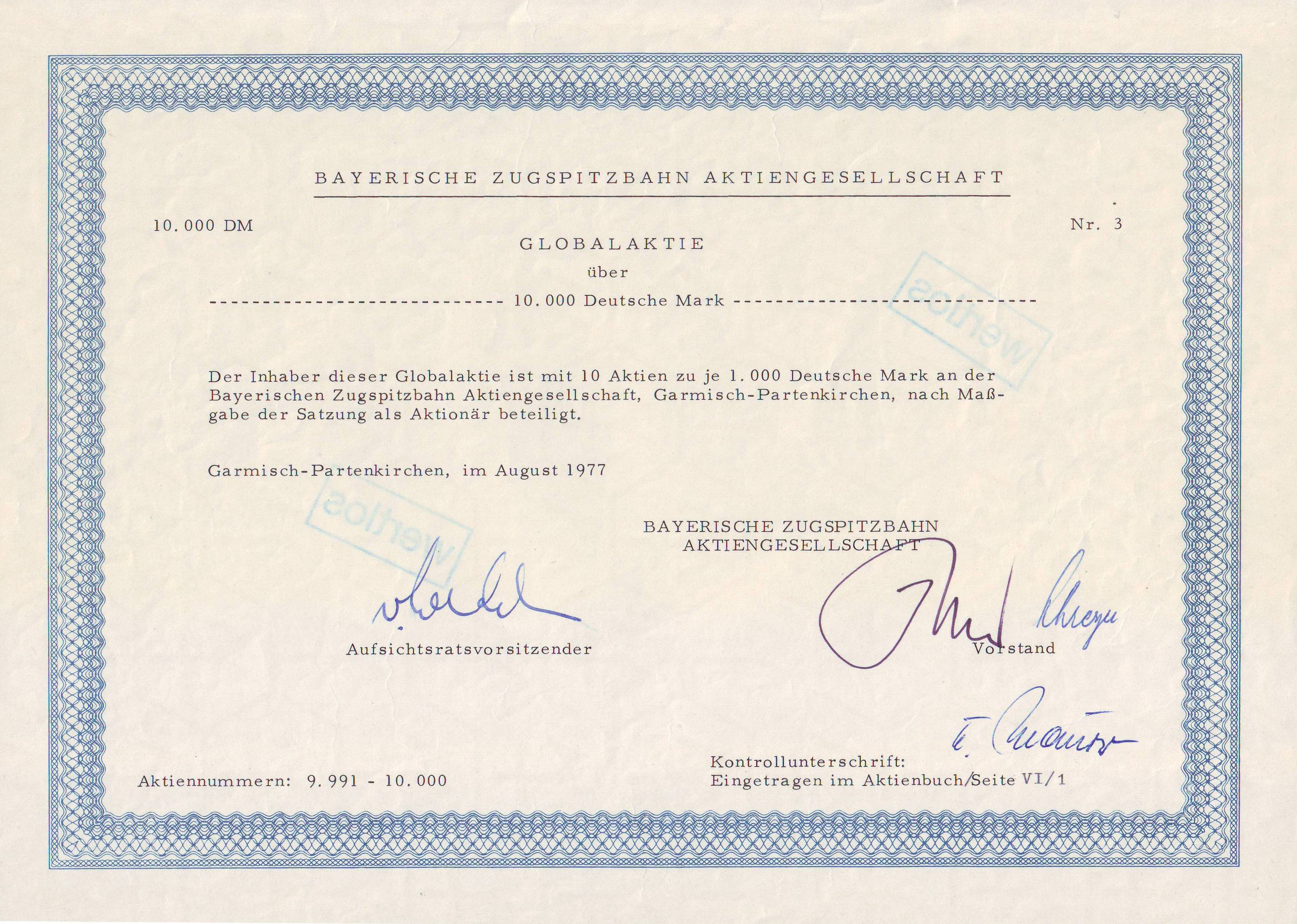
Action de la Bayerische Zugspitzbahn AG en date du Aout 1977

Le Chemin de fer de la Zugspitze (en allemand, Bayerische Zugspitzbahn) est un chemin de fer à voie métrique long de 19 km, reliant Garmisch-Partenkirchen à 710 m d'altitude au sommet du Zugspitze, le point culminant de l'Allemagne (2962 m), plus exactement à la gare du glacier située à 2588 m. De là, un téléphérique conduit au sommet.
Il a été construit de 1928 à 1930 et comporte 11,5 km de voie à crémaillère.
Au départ du hameau d'Eibsee, un des cinq quartiers de la commune de  Grainau, on peut se rendre directement au sommet, par le Téléphérique de la Zugspitze long de 4 453 m, dont le terminus est la Bergstation (2955 m).

## Matériel roulant
| Matériel roulant        | Type et numéros | Nbre | Année de construction | Constructeur(s) | Places assises 2e classe | Remarque(s)         | Photo |
| ----------------------- | --------------- | ---- | --------------------- | --------------- | ------------------------ | ------------------- | ----- |
| Automotrices            | Beh 4/4 2       | 1    | 1954                  |                 |                          |                     |       |
| Automotrices            | TW 5-6          | 2    | 1978                  | SLM             |                          |                     |       |
| Automotrices            | Beh 4/8 10-11   | 2    | 1987                  | SLM             |                          |                     |       |
| Automotrices            | Beh 4/4 309     | 1    | 1979                  | SIG / SLM BBC   | 48                       | Ex ABeh 4/4 309 BOB |       |
| Automotrices            | Beh 6/6 12-16   | 4    | 2006                  | Stadler         | 76                       |                     |       |
| Locomotives électriques | Tal-Lok 1/4     | 2    | 1929                  | AEG             | –                        |                     |       |
| Locomotives électriques | Beg-Lok 14-15   | 2    | 1929                  | AEG             | –                        |                     |       |

## Sources
- « Données techniques sur le Chemin de fer de la Zugspitze » (consulté le 1er février 2013)